# 汉奸

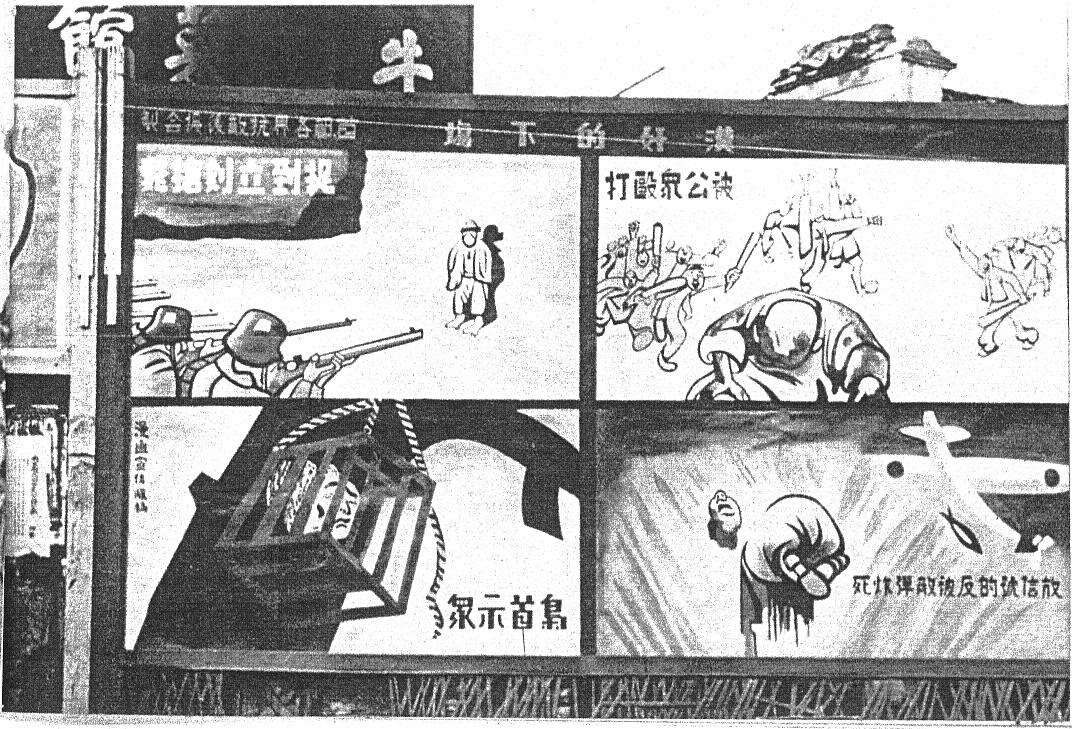
抗日战争时期的反汉奸宣传画

漢奸是負面語彙，泛指出卖中國國家民族利益的人，相當於“卖国贼”、“內奸”，也即通敌或叛國的中國人。
「漢奸」在《辞海》中的解釋是「原指漢族的敗類，現泛指中華民族中投靠外國侵略者，甘心受其驅使，出賣祖國利益的人」；在《现代汉语词典》中的解釋是「原指漢族的敗類，後泛指投靠侵略者、出賣民族利益的中華民族敗類」；在《重編國語辭典》中的解釋是「為一己的利益而甘心出賣國家的人」。

## 詞語歷史
“汉奸”一词，目前最早见于明代平定西南土司叛亂的过程之中。天启元年（1621）至崇祯三年（1630），西南地区发生土司叛乱，波及四川、貴州、雲南、廣西等省，史称“奢安之乱”，在水西善后和治理过程中，兵部尚書楊嗣昌和朱燮元都在上疏中使用了“汉奸”一词。《酌采水西善后疏》：「前件看得遐荒万里，未沾圣化，易动难静，自其恒态，而又有汉奸拨之，则鹿骇豕突，便为难端。」《水西夷汉各目投诚措置事宜疏》：「夷地深险，步步羊肠；犬羊之性，一日数变；汉奸拨之，其狡百出，势不得不需兵力。」《左傳》及《國語》等典籍認爲「乱在内为宄，在外为奸」。因此漢奸最初是指在外作亂的漢人。
清廷最初用“汉奸”指煽动拨弄少数族人、反抗朝廷的不法汉人。康熙年間貴州巡撫田雯《古歡堂集·黔書》：「苗盜之患，起於漢姦。或為之發縱指示於中，或為之補救彌縫於外，黨援既植，心膽斯張，跋扈飛揚而不可複製。」雍正帝多次使用漢奸一詞。乾隆年間雲貴總督上疏：『苗、惈種類雖殊，皆具人心。如果撫馭得宜，自不至激成事變。臣嚴飭苗疆文武，毋許私收濫派，並禁胥役滋擾。至苗民為亂，往往由漢奸勾結。臣飭有司稽察捕治。』『貴州思州諸府與湖南相接，今有辰、沅饑民百餘入貴州境采蕨而食。臣已飭貴州布政使、糧驛道以公使銀賑濟。如有續至，一體散給安置。』
道光年間，西方列強與清朝交戰，「漢奸」涵盖范围扩大到非汉人群。義和團事件時使用「教民漢奸」來指稱涉事教徒，並指袁昶、許景澄、徐用仪為漢奸，遭慈禧后黨誅殺，滿人內閣學士聯元、蒙人户部尚书立山也被冠上「漢奸」的罪名，遭處死。
辛亥革命時期，与清政府的“汉奸”指称相对，革命黨的排满宣传衍生出“汉奸”的新意涵，把替满人为虎作伥、残害漢族同胞的汉人稱作“汉奸”。

## 法律地位

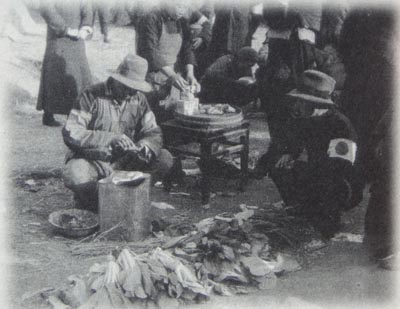
南京佔領後，南京公民帶著日本國旗的袖章

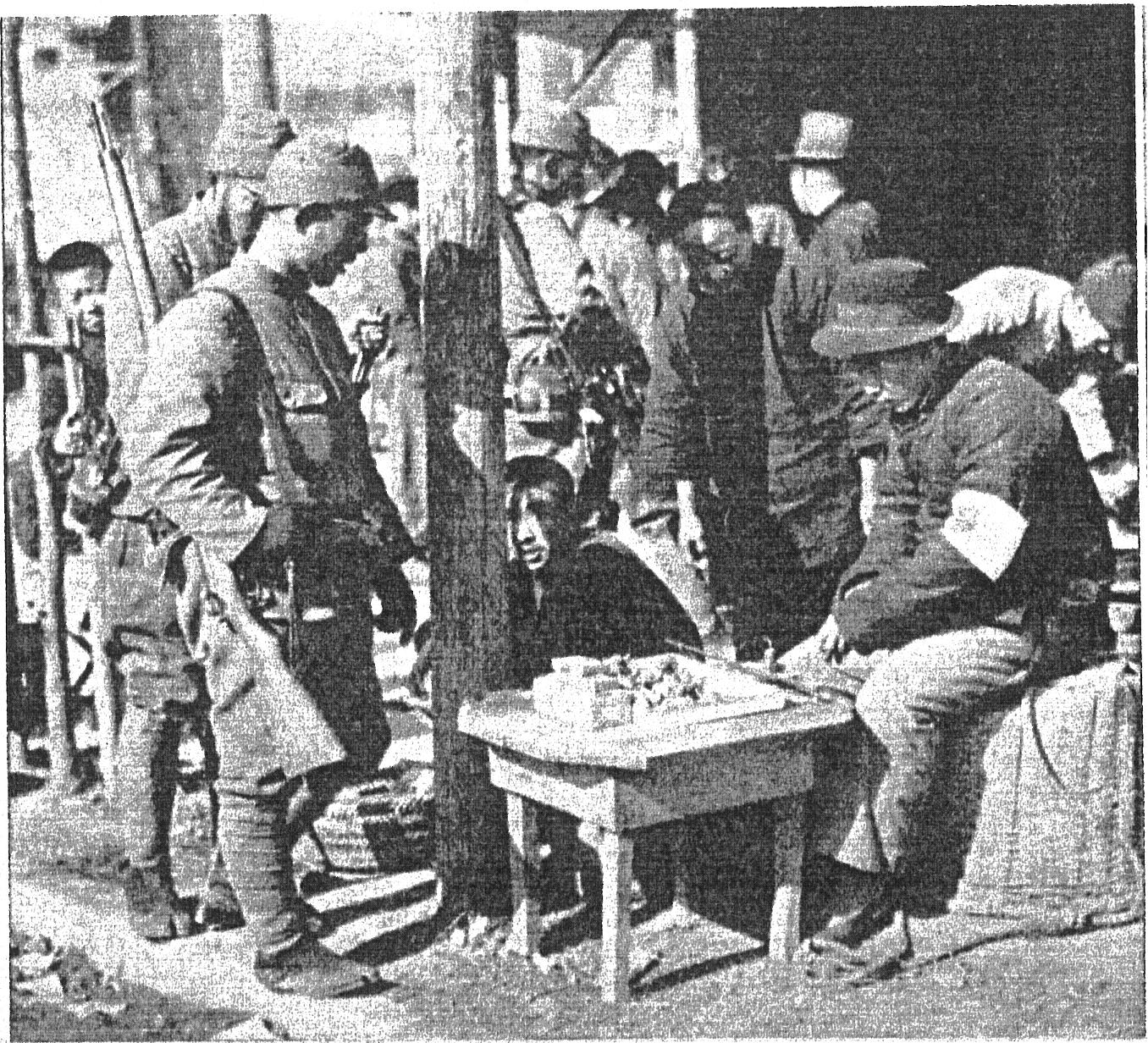
中國平民與日軍合作

1938年，汉奸罪成為法律體系的一部分，中華民國政府訂有《懲治漢奸條例》，规定「漢奸處死刑或無期徒刑」。漢奸罪係就中華民國刑法外患罪所設之特別規定，仍與刑法之外患罪同一性質。另外在1945年11月23日颁布的《处理汉奸案件案例》规定：
对于左列人员，视为汉奸，应厉行检举：

（一）曾任伪组织简任职以上公务员，或荐任职之机关首长者（汪伪政府官员分为选任、特任、简任、荐任、委任五级）。

（二）曾任伪组织特务工作者。

（三）曾任前两款以外之伪组织文武职公务员，凭借敌伪势力，侵害他人，经告诉或告发者。

（四）曾在敌人之军事、政治、特务或其他机关工作者。

（五）曾任伪组织所属专科以上学校之校长或重要职务者。

（六）曾任伪组织所属金融或实业机关首长或重要职务者。

（七）曾在伪组织管辖范围内，任报馆、通讯社、杂志社、书局、出版社社长、编辑、主笔或经理，为敌伪宣传者。

（八）曾在伪组织管辖范围内，主持电影制片、广播台、文化团体，为敌伪宣传者。

（九）曾在伪组织新民会、协和会、伪参政会议类似机关参与重要工作者。

（十）敌伪管辖范围内之文化、金融、实业、自由职业、自治或社会团体人员，凭借敌伪势力，侵害他人，经告诉或告发者。
1946年1月國民政府司法院作成院解字三〇七八號解釋令，同意台灣人原屬日本籍，不應以漢奸罪名追訴。1946年12月國民政府司法院再次作成院解字三三一三號解釋令，主張台灣人於對日抗戰期間的戰爭罪刑，應受戰犯罪名審判，這是跟進盟軍總部清理戰爭罪刑的做法。戰後臺灣省行政長官公署仍然進行漢奸檢舉追究行動。根据司法行政部的统计数据，自1944年11月至1947年10月底，法院共判决汉奸罪犯14932人，其中判处死刑369人、无期徒刑979人、有期徒刑13570人、被处罚金者14人，另判决无罪5822人、其他10654人。1947年11月至12月，又增加判处徒刑459人、无罪330人，使得司法惩办汉奸总数达到15391人。1968年，《懲治漢奸條例》廢止，按刑法外患罪處理。
1937年开始组建的八路军、新四军，各级政治工作部门都设有“锄奸部”、处、科。1939年6月24日，中共中央军委、军委总政治部发出关于锄奸工作的训令，强调指出：必须用新的注意力对付敌探奸细与反共分子的新阴谋破坏，从认识上、组织上以至技术上改变到适合新的情况，这是当前锄奸工作的总方向。1941年3月28日，中共中央军委总政治部又作出《关于锄奸工作组织问题的决定》。决定指出：为合理的指导锄奸保卫工作，决定取消军队中步兵营及相等于营的直属部门的锄奸特派员，所有该级的侦察、保卫工作及连队锄奸工作的管理教育及其工作的检查，都委托营教导员或机关部门中的政治委员、政治协理员负责兼任；军队中营级锄奸特派员加强到团级锄奸部门；各级锄奸部门的相互关系及其对部队的关系，与政治机关其他部门相同，不能有特殊化；军队中的锄奸干部担负着特殊任务，不应当轻易分配他们与反奸细活动无关的工作，而应该相当稳定。同时对加强连队锄奸工作，正确区分锄奸对象作出明确规定。这一决定，对于加强八路军、新四军中的锄奸工作具有重要指导意义。
中华人民共和国建國以後，政府也曾經發布《關於沒收戰犯、漢奸、官僚資本家及反革命份子財產的指示》（1951年）。同年公布《中华人民共和国惩治反革命条例》將漢奸納入反革命罪，1979年《惩治反革命条例》失效，按《中华人民共和国刑法》背叛祖国罪（第91条）、阴谋颠覆政府、分裂国家罪（第92条）等處理。
十届全国人大第五次会议中，全国政协委员喻权域在提出制定《惩治汉奸言论法》，曾引發争议。

## 相關例子
在抗日战争期间，閩南籍企業家陈嘉庚向重慶國民政府提议：“敌未退出我国土即言和，当以汉奸国贼论”，这个提议由国民参政会第二次大会通过，被鄒韜奮稱為“古今中外最伟大的一个提案”。其後諸如阮振铎、齐燮元、张景惠、于品卿、汪精卫、王克敏、殷汝耕、梁鴻志、陳公博、周佛海、江亢虎、繆斌等日本扶植的傀儡政權領導人被視為漢奸。
《人民日报》驻日本分社社长韩晓清，因发表“保釣運動是害国”的言论，被网民集体指责为“汉奸”。
民众中普遍存在反日情绪的同时，除了普通哈日族之外，亲日派亦不少见，甚至出现支持大东亚共荣圈和侵华战争、认同日本政治理念的“精日”。2017年8月间在上海发生四行仓库日军照事件，期间几名中国大陸青年不仅身着日本侵华战争时期的日军军装以日军立场组织拍摄照片，同时毫不避讳的自认为“汉奸”，引起中国大陸社会广泛批评，当事人亦被行政拘留。
香港的民主黨創黨主席李柱銘於2007年10月出訪美國，其訪美期間於《华尔街日报》發表題為《China's Olympic Opportunity》（中國奧運機遇）一文，李柱銘在文中引述北京副市長刘敬民2001年接受《華盛頓郵報》訪問時的說法指出「申辦奧運不但是為了推動城市發展，亦可推動民主及人權發展……（奧運）有助中國發展和諧社會、更民主的社會，及幫助中國融入世界。」李柱銘說非常認同這些主張，但中華人民共和國在人權及民主有倒退跡像，國際社會有理由直接參與中華人民共和國人權事務。文章發表後，中华人民共和国外交部發言人刘建超不點名指：「中國人權問題上，不需要外界所謂的壓力；有人去推動外界向中國施壓，是沒有道理的，亦不會取得任何結果。」隨後香港各建制派政黨亦相繼批評李的言論，民建聯立法會議員譚耀宗認為李等同中共中央總書記胡锦涛所說，是典型借外國勢力干預。工聯會立法會議員王國興形容李等同引清兵入關的吴三桂。全國人大常委會委員曾憲梓批評李「瘋狂到極點」，指他是「漢奸」。
而在2018年马来西亚大选中部分亲希望联盟的马来西亚华人则用汉奸走狗一词批评亲国民阵线的相关人士。

## 評價
社會學學者張文琳指出「漢奸」為中國特有的概念，其根本建基於極端的種族主義，強行將所有華裔人士視為中國人或中華民族，而漠視其人的實際國籍、成長環境等構成個人對自身認同更為重要的因素。並且其提出往往對聽者附帶迫使對方認同，否則「你也是漢奸」的強烈威嚇性，大大違背了現代文明、包容、和平等這些普世價值。張氏並引用二戰後中國對川島芳子的判決，指無論川島的日本人養女身份是否成立，當時的指控都是非法的。因川島生父為肅親王，她生而為愛新覺羅家中一員，因此對於她主要被控的罪名——協助建立滿州國——本身就是她忠於其祖其宗的最有力證明。而「漢奸罪」的指控卻竟強行將其忠於愛新覺羅家族的行為定義為背祖忘宗，因此張氏認為「漢奸」一詞只是一種狹隘的民粹發洩，其中並無精確意義，而正因其意義模稜兩可，也常被有心者利用來達成其他目的，例如川島芳子的判決，和近年常被用作刺激自卑的中國民眾等等。
日本神戶大學教授王柯指出，清末民初革命派的「漢奸」話語，其實是他們企圖在多民族國家的母體上，人工催生一個「漢族」單一民族國家時出現的「怪胎」。二十世紀初革命派接受近代民族主義的目的，其實不在於確認「民族」，而在於建立一個新型的國家——「民族國家」。民族不過是手段，國家才是目的。然而，因為現實的中國不可能成為單一民族國家，「漢奸」話語最終不過是強化了本來只是手段的民族意識而已。2002年末，有人以多民族國家為由表示不宜稱岳飛為「民族英雄」。對此中國漢人表現出來的憤怒，就是近代民族主義造成中國漢人將自己的政治認同最終歸結在民族，而不是國家的最好寫照。
同情汪兆銘的旅美文人赵无眠就在《百年功罪》中有二篇文章——《查塔呼奇河畔谈汉奸》《二十世纪谁不是汉奸？》——专门讨论汉奸，认为汉奸是一个不确定不清晰的概念，文中流露对汉奸定义的嘲弄。

### 引用
1. ↑  中華民國教育部. . 重編國語辭典.
2. ↑  吳密. . 中國人民大學博士論文. 2011年.
3. 1 2 3  桑兵. .   [2023-10-17]. （原始内容存档于2024-01-20）.
4. ↑  《清實錄．世宗憲皇帝實錄．卷二十》，雍正二年五月辛酉條：然土司之敢於恣肆者，大率皆由漢奸指使。……倘申飭之後，不改前非，一經發覺，土司參革，從重究擬，漢奸立置重典，切勿姑容寬縱。
5. ↑  《清實錄·世宗憲皇帝實錄·卷五十三》，雍正五年二月：諭雲南、貴州、四川、廣西督撫、提鎮等：狆苗素稱凶悍，加以漢奸販棍，潛藏其中，引誘為惡……。
6. ↑  《大義覺迷錄·附錄》：「就其言論天下時勢光景、朕之用人行政，一些不知未聞之人，非是苗疆內多年漢奸，即係外洋逆黨。」
7. ↑  . 新亞研究所 典籍資料庫.   [2009-05-24]. （原始内容存档于2011-09-13）.
8. ↑  《林則徐集·公牘》〈密拏漢奸札稿〉：「照得本部堂恭膺簡命來粵查辦海口事件，首在嚴拏漢奸。緣外夷鴉片之得以私售，皆由內地奸民多方勾串，以致蔓延日廣，流毒日深。」
9. ↑  〈廣東義民斥告英夷說帖〉：「爾勾通無父無君之徒，作為漢奸，從中作亂。」「今用我國人為漢奸，非爾狗之能。」「爾所用漢奸，皆我天朝犯法之徒，或殺人逃走，或舞文弄弊，平日極無本事，天朝所屏棄不用者，爾乃重用之。」載於楊松、鄧力𡡷原編，榮孟源重編：《中國近代史資料選輯》，頁47、49。
10. ↑  《近代史資料》：《近代史資料專刊·義和團史料》龍顧山人：〈庚子詩鑒〉；李超瓊：〈庚子傳信錄〉
11. ↑  最高法院. .
12. ↑  吕迅. . 抗日戰爭研究. 2020年, (4).
13. ↑  . 中国新闻网. 2007-03-05  [2009-05-24]. （原始内容存档于2018-09-22）.
14. ↑  . 台海网. 2007-08-10  [2009-05-24].
15. ↑  .   [2012-08-28]. （原始内容存档于2014-01-10）.
16. ↑  劉敬民向華盛頓郵報發表的原文："By applying for the Olympics, we want to promote not just the city's development, but the development of society, including democracy and human rights..... If people have a target like the Olympics to strive for, it will help us establish a more just and harmonious society, a more democratic society, and help integrate China into the world."
17. ↑  . Yahoo! 新聞. 2007-10-25  [2020-12-03]. （原始内容存档于2007-10-26）.
18. ↑  . Yahoo! 新聞. 2007-10-25  [2020-12-03]. （原始内容存档于2007-10-28）.
19. ↑  . Yahoo! 新聞. 2007-10-26  [2020-12-03]. （原始内容存档于2007-10-29）.
20. ↑  . 香港01.   [2018-05-09]. （原始内容存档于2024-11-27）.
21. ↑  張文琳《一種沒有定義的中國特產：漢奸》，〈哲道期刊〉，1997年秋季刊，哲道學會。
22. ↑  張文琳，P.28-33
23. ↑  王柯《「漢奸」：想像中的單一民族國家話語》，〈二十一世紀〉雙月刊，2004年6月號第八十三期